# 黄昆輝
黄 昆輝（こう こんき）は、台湾の政治家。元総統府秘書長、現在台湾団結連盟（台連）主席。
台湾師範大学を卒業後、アメリカのノーザンコロラド大学に留学。同大学で教育博士を取得。帰国後、1979年に台北市教育局長に就任し、その後も台湾省教育庁長、行政院大陸委員会主任委員、内政部長、中華民国総統府秘書長、国民党秘書長などを歴任した。
2000年、国民党から除名された李登輝とともに国民党を離れ、李登輝率いる「群策会」や「台湾団結連盟」に参画し、2007年1月26日、台連の第3代主席に就任。しかし、2008年1月、小選挙区制が導入された立法委員選挙で苦戦を強いられ、議席を全て失った。同年5月、総統に就任した馬英九に直談判し、台連の前立法委員頼幸媛を劉兆玄内閣の行政院大陸委員会（陸委会）主任委員に送り込んだ。しかし、頼幸媛主任委員が就任後、台連の意に反して「92コンセンサス」を認める発言をしたり、馬英九政権の両岸政策（対中政策）に賛成できなくなったとして、頼幸媛に対し陸委会主任委員を辞任しなければ党籍を剥奪すると警告。結局、頼は辞任しなかった。
2016年1月17日投開票の立法委員選挙で台連は全ての議席を失い、翌18日に主席を退く意向を表明。